# Asemorhinus
Asemorhinus es un género de coleópteros de la familia Anthribidae.

## Especies
Contiene las siguientes especies:
- Asemorhinus carinifrons Frieser & R. 2005
- Asemorhinus indochinensis Jordan, 1923
- Asemorhinus nebulosus Sharp, 1891
- Asemorhinus nepalicus Frieser & R. 1989
- Asemorhinus sportella Jordan, 1904